# 김지영 (성우)
김지영(1976년 10월 26일 ~ )은 한국의 여자 성우다. 1999년 MBC 15기 공채 성우로 데뷔했다.

## 출연 작품

### 방송
- 느낌표 (MBC) - 알아맞추기 경연대회 (오복숙 선생님)
- 서몬마스터즈 블루드래곤 (챔프) - 신시아, 델피니움
  - 블루 드래곤 : 천계의 7룡 (챔프) - 델피니움
- 꼬마마법사 레미 (MBC) - 여왕, 옥수, 양호 선생님
- 꼬마마법사 레미 샵 (MBC) - 여왕, 양호선생님, 레온, 옥수, 메이 유모할머니, 사랑 엄마, 미미, 할머니
- 꼬마마법사 레미 포르테 (MBC) - 여왕, 옥수, 우빈
- 디지몬 프론티어 (애니원) - 파닥몬, 루체몬
- 짱구는 못말려 II 극장판 (MBC) - 흰둥이
- 풀 메탈 패닉! (애니원) - 주인남
- 아틀란티스의 왕자 (MBC) - 도리스
- 요정나라 대모험 (MBC)
- 골든보이 (애니박스) - 여사장
- 르브바하프 왕국 재건설기 (MBC) - 미카/아라우네
- 슈발리에 (애니맥스) - 마리 레슈친스카
- 은발의 아기토 (애니박스) - 툴라
- 소녀왕국 표류기 (애니맥스) - 아야네, 돈카츠
- 만화열전-호텔 아프리카 (MBC) - 바바라
- 꽃보다 남자 (MBC) - 따오밍주앙
- 우주해적 미토의 대모험 (대교방송) - 화풍자/쏘냐
- 에어리어 88 TV 시리즈 (애니맥스) - 키토리
- 사일런트 뫼비우스 TV 시리즈 (애니맥스) - 람 첸, 후유카 리큐르, 로자 샤이안
- 싸이킥스 (MBC) - 한나
- 하록의 전설 (애니맥스) - 미메
- 개구쟁이 삐뽀 (애니원)
- 수지와 마빈 (애니원) - 비키
- 헌터X헌터 (애니원) - 베제
- 에어리어 88 (애니맥스) - 키토리
- 집없는 곰 텐저린 (애니박스) - 해설
- 펌프킨 시저스 (애니맥스) - 프란시스카
- 택틱스 (애니맥스) - 시노
- 일요일 일요일 밤에 (MBC)

### 영화
- 나는 아직도 네가 지난 여름에 한 일을 알고 있다 (MBC) - 브랜디/Brandy (칼라 윌슨)
- 브링 잇 온 (MBC) - 아이시스/Icis (게이브리얼 유니언/Gabrielle Union)
- 스타워즈 에피소드1 (MBC) - 여왕 (내털리 포트먼)
- 마지막 지하철 (SBS)
- 글로리아 (SBS)
- 아이덴티티 (SBS) - 파리스 (어맨다 피트)
- 오 O (SBS) - 데이지 (줄리아 스타일스)
- 콘 에어 (SBS) - 케이시(랜드리 올브라이트) / 지니(안젤라 페더스톤)
- 미스 에이전트 (SBS) - 메리(디어드리 퀸)
- 빅 마마 하우스 (SBS) - 뚱뚱한 패터슨
- DOA (MBC) - 카스미 (데본 아오키)
- 비상계엄 (MBC)
- 터미네이터2 (MBC) - 트르사 (S. 에파사 메커슨)
- 트루 라이즈 (MBC) - 데이나 (일라이자 두슈쿠)
- 대진제국 (MBC) - 백설 (가오위안위안)
- 내겐 너무 가벼운 그녀 (MBC) - 카트리나 (브룩 번스)
- 007옥토퍼시 (MBC)
- 더블 크라임 (MBC) - 양품점 판매원(키건 코너 트레이시)
- 위트니스 (MBC)
- 하트 브레이커스 (MBC)
- 암흑가의 두 사람 (MBC) - 루시 (밈시 파머)
- 1408 (MBC) - 케이티 (재스민 제시카 앤서니)
- 제르미날 (MBC) - 까트린 (쥐디트 앙리)
- 더 길티 (MBC) - 타냐 (앤절라 페더스톤)
- 브루스 올마이티 (MBC) - 수잔 (캐서린 벨)
- 윌로우 (MBC) - 소샤 (조안 펠리)
- 클리핑행어 - 죽음의 질주 (MBC) - 개브리엘라
- 파이터 블루 (MBC) - 핌 (인티라 짜른뿌라)
- 인도차이나 (MBC) - 카미유 (린당팜)
- 로즈 앤 그레고리 (MBC)
- 룰스 오브 인게이지먼트 (MBC)
- 카오스 팩터 (MBC)
- 폭풍의 질주 (MBC)
- 유혹의 선 (MBC)
- 애정의 조건2 (MBC)
- 프랑켄슈타인 (MBC)
- 어비스 (MBC)
- 스위치 백 (MBC)
- 온 더 라인 (SBS) - 에비 (이매뉴엘 슈리키)
- 태양의 저편 (SBS) - 클라라 (플라비아 마르코 안토니오)
- 인 더 베드룸 (SBS) - 제이슨 (캄덴 문손) 외
- 타이타닉 타운 (SBS) - 사네드 (엘리자베스 도너휴)
- 풍운 (MBC) - 어린 운 / 여씨 부인
- 토마스 크라운 어페어 (MBC) - 애나(에스테르 카냐다스)
- 훌라 걸스 (MBC)
- 코러스 (MBC) - 코르방 (토마스 블루멘탈) 외
- 세븐 (MBC)
- 동방불패 (MBC) - 남봉황 (원길영)
- 어바웃 어 보이 (MBC) - 크리스틴 (샤론 스몰)
- 덴젤 워싱턴의 킬링 머신 (MBC)
- 정복자 펠레 (MBC) - 시네(소피 그로뵐)
- 어싸인먼트 (MBC)
- 트루먼 쇼 (MBC)
- 세인트 (MBC)
- 어느 멋진 날 (MBC)
- 브룩 쉴즈의 사하라 (MBC)
- 나인 야드 (MBC)
- 007언리미티드 (MBC)
- 프라이멀 피어 (MBC)
- 패트리어트 (MBC)
- 오리지날 씬 (MBC)
- 동사서독 (MBC)
- 사랑과 영혼 (MBC)
- 소친친 (MBC)
- 포트리스2 (MBC)
- 헨리 이야기 (MBC)
- 왓처 (MBC)
- 스타워즈 에피소드1 (MBC)
- 8밀리 (MBC)
- 고질라 (MBC)
- 나 홀로 집에3 (MBC)
- 패밀리 맨 (MBC) - 폴라(앰버 발레타)
- 블레이드 (MBC)
- 예카테리나 대제 (MBC) - 보론초바(베로니카 페레스)
- 음식남녀2 (MBC)
- 키스 더 걸 (MBC)
- 메리에겐 뭔가 특별한 것이 있다 (MBC) - 조니(칸디 알렉산더)
- 토머스 크라운 어페어 (MBC)
- 슬립 허, 쉬즈 프렌치 (MBC)
- 인썸니아 (SBS) - 타냐 프란케 (캐서린 이사벨)
- 유니버셜 솔져 - 그 두 번째 임무 (MBC) - 매기 (키아나 탐)
- 인디아나 존스: 최후의 성전 (MBC) - 인디의 친구(J. J. 하디) / 도노반 부인(아일라 블레어)
- 파워 오브 원 (MBC) - 미리엄 시술루(페이스 에드워즈)
- 그들만의 리그 (MBC)
- 소살리토 (MBC) - 버지니아(주가령)
- 콜드 하트 (MBC) - 베크 (스테이시 대쉬)
- 플래시드 (MBC) - 켈리의 친구(머리슈커 하기테이)

### 외화
- 종착역 (MBC) - 커윈
- CSI 과학수사대 (MBC) - 웬디
- CSI 뉴욕 (MBC)
- 초성신 그란 세이저 (챔프) - 루비
- 가면라이더 카부토 (챔프) - 미사키

## 같이 보기
- 문화방송 성우극회